# Newington (Folkestone and Hythe)
Newington è un villaggio e parrocchia civile dell'Inghilterra, appartenente alla contea del Kent. Non va confuso con altre località omonime nella stessa contea.